# Rodolfo Pio di Carpi
Rodolfo Pio di Carpi (ur. 22 lutego 1500 w Carpi koło Modeny, zm. 2 maja 1564 w Rzymie) – włoski kardynał. 

## Życiorys
W 1516 wstąpił do zakonu joannitów. Biskup Faenza 1528-44. Nuncjusz apostolski we Francji (1530) i Sabaudii (1533). Jako legat papieski kilkakrotnie mediował między cesarzem Karolem V i królem Francji Franciszkiem I. Kreowany kardynałem prezbiterem w 1536 roku. Protektor królestwa Szkocji oraz zakonów kapucynów i jezuitów. Inkwizytor Kongregacji Św. Oficjum. Ufundował akademię w Meldola (Accademia degli imperfecti). Administrator diecezji Girgenti od 1544. Legat papieski w prowincji Patrymonium 1551. W 1553 uzyskał promocję do diecezji suburikarnej Albano (1553), Frascati (1553-55) i Porto e Santa Rufina (1555-62). Uczestniczył w konklawe 1559. Przez ostatnie dwa lata życia był biskupem Ostii i dziekanem Św. Kolegium. Uchodził za mądrego sługę i reformatora Kościoła oraz zdolnego administratora, był także protektorem artystów i kolekcjonerem dzieł sztuki. Zmarł na podagrę.